# Witroze stipspanner
De witroze stipspanner (Scopula emutaria) is een vlinder uit de familie van de spanners (Geometridae). De wetenschappelijke naam van de soort is als Geometra emutaria gepubliceerd door Jacob Hübner in 1809.

## Kenmerken
De voorvleugellengte bedraagt tussen de 11 en 13 millimeter. De basiskleur van de voorvleugel is wit met soms een roze glans met een fijne spikkeling. Meest opvallend is de rechte brede lijn over de vleugel in de richting van de vleugelpunt.

## Levenscyclus
De witroze stipspanner is polyfaag op kruidachtige planten, met name biet. De rups is te vinden van juli tot mei en overwintert. Er is jaarlijks één generatie, die vliegt van halverwege juni tot en met september.

## Voorkomen
De soort komt verspreid voor langs de kusten van West-Europa, oostelijk tot Polen en Italië. De witroze stipspanner is in Nederland en België een zeldzame soort. 